# العلاقات الأوكرانية المالية
العلاقات الأوكرانية المالية هي العلاقات الثنائية التي تجمع بين أوكرانيا ومالي.

## مقارنة بين البلدين
هذه مقارنة عامة ومرجعية للدولتين:
| وجه المقارنة                                              | أوكرانيا                                   | مالي            |
| --------------------------------------------------------- | ------------------------------------------ | --------------- |
| المساحة (كم2)                                             | 603.63 ألف                                 | 1.24 مليون      |
| عدد السكان (نسمة)                                         | 45.55 مليون                                | 18.54 مليون     |
| الكثافة السكانية (ن./كم²)                                 | 75.46                                      | 14.95           |
| العاصمة                                                   | كييف                                       | باماكو          |
| اللغة الرسمية                                             | اللغة الأوكرانية                           | لغة فرنسية      |
| العملة                                                    | هريفنا أوكرانية، كاربوفانيتس، روبل سوفييتي | فرنك غرب أفريقي |
| الناتج المحلي الإجمالي (بليون دولار)                      | 112.15 مليار                               | 15.29 مليار     |
| الناتج المحلي الإجمالي (تعادل القوة الشرائية) بليون دولار | 352.98 مليار                               | 35.69 مليار     |
| الناتج المحلي الإجمالي الاسمي للفرد دولار أمريكي          | 2.11 ألف                                   | 724             |
| الناتج المحلي الإجمالي للفرد دولار أمريكي                 | 8.66 ألف                                   | 1.60 ألف        |
| مؤشر التنمية البشرية                                      | 0.747                                      | 0.419           |
| رمز المكالمات الدولي                                      | +380                                       | +223            |
| رمز الإنترنت                                              | .ua، .укр ‏                                 | .ml             |
| المنطقة الزمنية                                           | ت ع م+02:00، ت ع م+03:00، توقيت شرق أوروبا | 00              |

## منظمات دولية مشتركة
يشترك البلدان في عضوية مجموعة من المنظمات الدولية، منها:
| علم المنظمة | اسم المنظمة                               | تاريخ انضمام أوكرانيا | تاريخ انضمام مالي |
| ----------- | ----------------------------------------- | --------------------- | ----------------- |
|             | مؤسسة التنمية الدولية                     | 27 مايو 2004          | 27 سبتمبر 1963    |
|             | الأمم المتحدة                             | 24 أكتوبر 1945        | 28 سبتمبر 1960    |
|             | منظمة التجارة العالمية                    | 16 مايو 2008          | ?                 |
|             | منظمة الشرطة الجنائية الدولية             | ?                     | ?                 |
|             | المركز الدولي لتسوية المنازعات الاستشارية | 7 يوليو 2000          | 2 فبراير 1978     |
|             | الاتحاد الدولي للاتصالات                  | 7 مايو 1947           | 21 أكتوبر 1960    |
|             | الفريق المعني برصد الأرض                  | ?                     | ?                 |
|             | البنك الدولي للإنشاء والتعمير             | 3 سبتمبر 1992         | 27 سبتمبر 1963    |
|             | الاتحاد البريدي العالمي                   | ?                     | ?                 |
|             | منظمة حظر الأسلحة الكيميائية              | ?                     | ?                 |
|             | مؤسسة التمويل الدولية                     | 18 أكتوبر 1993        | 9 مايو 1978       |
|             | وكالة ضمان الاستثمار متعدد الأطراف        | 19 يوليو 1994         | 22 أكتوبر 1992    |
|             | يونسكو                                    | 12 مايو 1954          | 7 نوفمبر 1960     |

## تاريخ
في 4 أغسطس 2024، قطعت مالي على الفور علاقاتها الدبلوماسية مع أوكرانيا بعد أن اعترف مسؤول أوكراني رفيع المستوى، وفقًا لباماكو، بـ "تواطؤ" كييف في الهزيمة الفادحة لـ الجيش المالي والروس. . التابعة لمجموعة فاغنر شبه العسكرية في يوليو 2024، أثناء المعارك مع الانفصاليين والجهاديين.
., ,.

## وصلات خارجية
- موقع وزارة الخارجية الأوكرانية